# (33519) 1999 GL36
1999 GL36 (asteroide 33519) é um asteroide da cintura principal. Possui uma excentricidade de 0.09304270 e uma inclinação de 7.98879º.
Este asteroide foi descoberto no dia 12 de abril de 1999 por LINEAR em Socorro.